# Ateneu Enciclopèdic Sempre Avant
L'Ateneu Enciclopèdic Sempre Avant va ser una associació cultural, científica i literària del barri de Sants de Barcelona, constituïda el 1933.

## Fundació i activitats durant la Segona República
Els fundadors varen ser uns cinquanta membres de l'Agrupació excursionista Sempre Avant (fundada el 1930), amb l'ànim d'ampliar les seves activitats més enllà de la pràctica esportiva. El principal impulsor, tant de l'agrupació excursionista com, després, de l'ateneu, fou Zacaries Oliveras, mestre del barri de Sants. S'establí a l'edifici que encara existeix a la cantonada de la carretera de Sants (números 46-50) i el carrer de Riego (número 2). L'acte inaugural se celebrà el 24 d'agost de 1933, amb l'assistència del conseller de cultura de la Generalitat, Ventura Gassol, l'alcalde de Barcelona, Jaume Aguadé, el rector de la Universitat de Barcelona, Serra Hunter, i, entre altres personalitats de l'època, Pompeu Fabra.
L'Ateneu fou molt actiu durant els primers tres anys de la seva fundació, fins a l'esclat de la Guerra Civil, que feu minvar sensiblement les seves activitats, amb la marxa de molts dels seus membres al front. El 1939, amb l'entrada a Barcelona de les tropes franquistes, cessà totalment en les seves activitats i quedà extingit, i el seu local passà a ser ocupat per la Sección Femenina de la Falange Española.

## Refundació
Acabada la dictadura es refundà i el 6 de juny de 1978 obria la seva nova seu, al carrer de Riego número 28, on va mantenir una rellevant activitat cultural durant els següents anys, fins a la segona meitat dels anys 80.

## L'Ateneu Popular de Sants
Posteriorment, l'any 1982, es produí una conversió de l'ateneu, que passà a ésser l'Ateneu Popular de Sants, per més que un col·lectiu de socis va constituir un nou "Ateneu Enciclopèdic Sempre Avant", amb seu al local de la Cooperativa Nueva Obrera, al carrer Guadiana, de Sants. L'Ateneu Popular de Sants es traslladà el 1983 a l'edifici de l'antiga cooperativa "El Amparo del Obrero", al carrer Premià nº 15, de Sants, on disposava de sala d'actes i teatre, i on s'hi acondicionà un estudi polivalent de ràdio, so i vídeo, on finalment va iniciar les seves emissions la ràdio Ona Popular de Sants. En el nou local també s'hi creà una ludoteca de caràcter estrictament juvenil. A partir de 1989 només quedà en actiu el col·lectiu Ona Popular de Sants i l'activitat de l'emissora radiofònica, posteriorment esdevinguda "Ona de Sants-Montjuïc".